# 六分駅
六分駅（ろくぶえき）は、かつて新潟県西蒲原郡中之口村大字六分（現新潟市西蒲区六分）にあった新潟交通電車線の駅である。
1993年の廃止時まで燕駅と当駅の折り返し列車が多数設定されていたほか、夜間停泊する列車（白山前または東関屋発当駅止まりの最終列車と、翌日の当駅始発白山前または東関屋行き初列車）も設定されていた。

## 構造
相対式ホーム2面2線の有人駅。月潟寄りに貨物用の側線が設けられていた。

## 歴史
- 1933年（昭和8年）8月15日 - 新潟電鉄の駅として開業。開業当初から交換可能駅だった[2]。
- 1943年（昭和18年）12月31日 - 新潟交通の発足により同社の駅となる。
- 1975年（昭和50年）2月1日 - 貨物営業が廃止される[2]。
- 1981年（昭和56年）10月1日 - 請負化される。7時から11時まで人員が配置された[2]。
- 1993年（平成5年）8月1日 - 電車線月潟駅 - 燕駅間廃線により廃駅[1]。

## 隣の駅
新潟交通
電車線
月潟駅 - 六分駅 - 新飯田駅